# Eiskalter Engel (Album)
Eiskalter Engel ist das fünfte Studio-Soloalbum des Rappers PA Sports. Es erschien am 17. Juli 2015 über sein eigenes Label Life is Pain als Standard- und Premium-Edition sowie als limitierte Fanbox, welche neben dem Album noch eine Bonus-EP (Lost Tapes) enthält.

## Titelliste
| #  | Titel               | Gastbeiträge              | Länge |
| -- | ------------------- | ------------------------- | ----- |
| 1  | Intro               | Amir der Sänger           | 3:07  |
| 2  | Auf dem Weg         |                           | 3:15  |
| 3  | All Day             | Donell Lewis              | 3:03  |
| 4  | Meine Werte         |                           | 3:25  |
| 5  | Scherbenpuzzle      |                           | 3:26  |
| 6  | Karma is' ne Bitch  |                           | 3:01  |
| 7  | Rap Heavyweight     |                           | 2:34  |
| 8  | Azizam              |                           | 2:58  |
| 9  | Zendegi             |                           | 3:32  |
| 10 | Verblendung         | Kianush & Amir der Sänger | 3:02  |
| 11 | Fernglas            |                           | 3:10  |
| 12 | Sommer              | KC Rebell & Kurdo         | 3:54  |
| 13 | Kille mit den Lines |                           | 2:42  |
| 14 | Battlefield Life    | BOZ                       | 3:24  |
| 15 | Alemania Westside   | Manuellsen                | 3:50  |
| 16 | Rap Heavyweight 2   |                           | 3:27  |
| 17 | Am Ziel             | RAF Camora                | 3:32  |

Bonussongs der Premium Edition:
| #  | Titel              | Gastbeiträge | Länge |
| -- | ------------------ | ------------ | ----- |
| 18 | Schalldämpfer      |              | 3:42  |
| 19 | Ich brauche nichts |              | 3:19  |

Bonussongs der iTunes Version:
| #  | Titel           | Gastbeiträge | Länge |
| -- | --------------- | ------------ | ----- |
| 18 | Eiskalter Engel |              | 3:36  |
| 19 | Meine Scharfe   |              | 2:57  |

Bonus-EP Lost Tapes:
| # | Titel           | Gastbeiträge | Länge |
| - | --------------- | ------------ | ----- |
| 1 | Ich & mein Benz |              | 3:18  |
| 2 | Semtex          | Kianush      | 3:11  |
| 3 | Niemals         | Kianush      | 2:44  |
| 4 | Rap Easy        |              | 2:59  |
| 5 | Djihad          | Alpa Gun     | 3:30  |

## Musikvideos
Ein Teaserpart zum Track Rap Heavyweight wurde im Vorfeld veröffentlicht. Des Weiteren wurden jeweils Musikvideos zu den Tracks Meine Werte, All Day, Zendegi, Auf dem Weg, Azizam, Alemania Westside und Verblendung gedreht.

## Rezeption

### Chartplatzierungen
| ChartsChartplatzierungen | Höchstplatzierung | Wochen |
| ------------------------ | ----------------- | ------ |
| Deutschland (GfK)        | 6 (3 Wo.)         | 3      |
| Österreich (Ö3)          | 15 (1 Wo.)        | 1      |
| Schweiz (IFPI)           | 6 (4 Wo.)         | 4      |

### Verkaufszahlen
Während eines Interviews mit Hiphop.de schätzte PA Sports die Verkäufe des Albums auf 20.000 Einheiten.